# Juan de Fucasundet

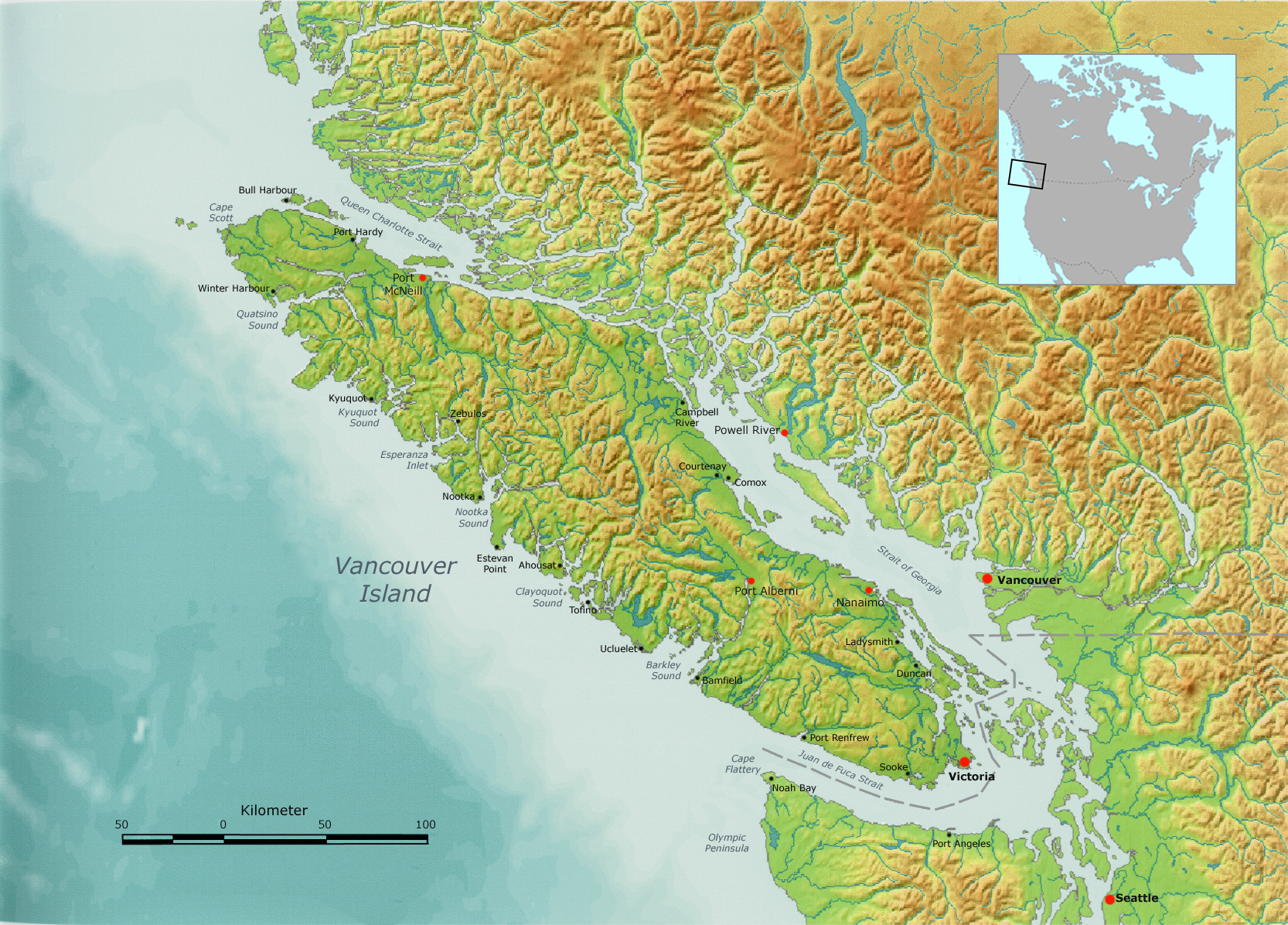
Lägeskarta, Juan de Fucasundet söder om Vancouver Island.

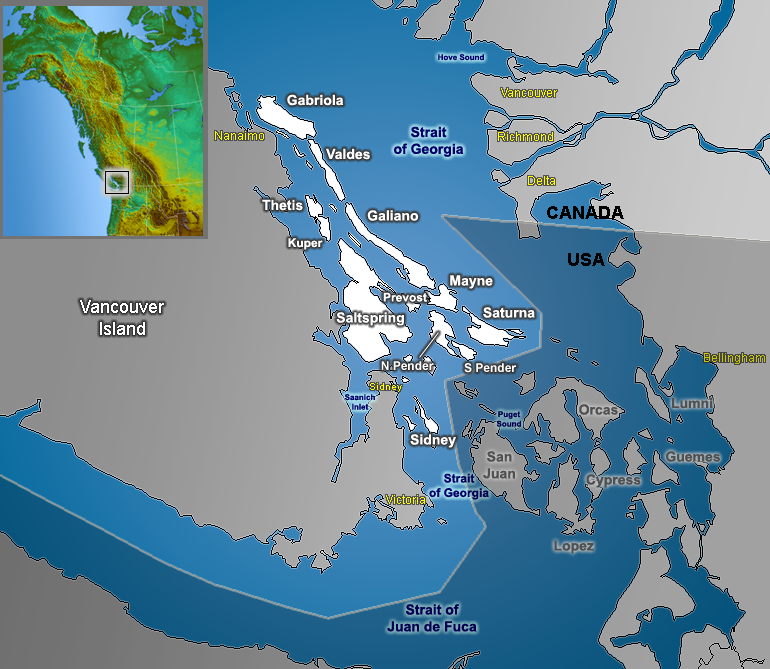
Områdeskarta, Juan de Fucasundet med San Juan Islands.

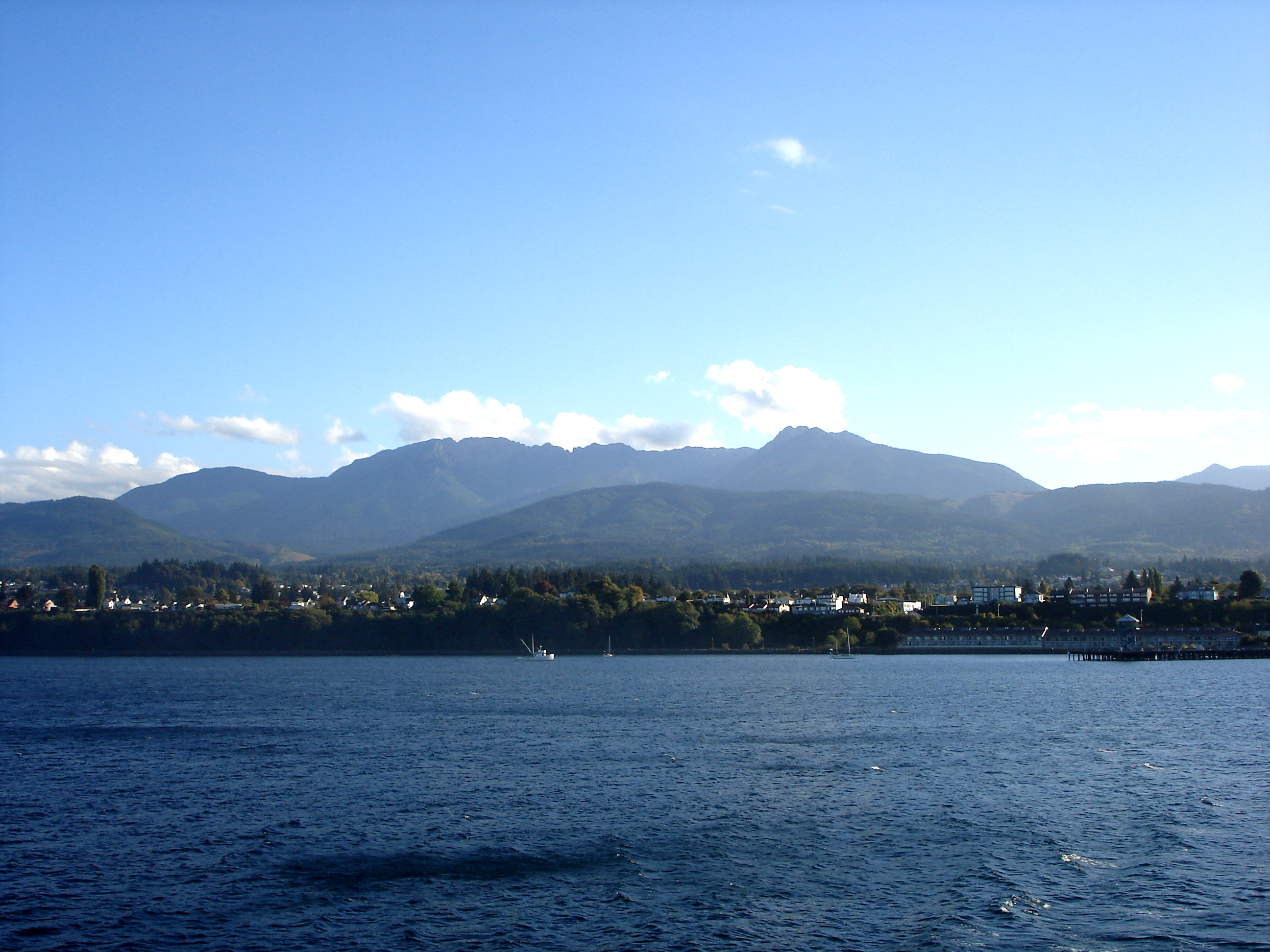
Juan de Fucasundet med Olympic Mountains.

Juan de Fucasundet (engelska: Strait of Juan de Fuca) är ett sund i Stilla havet vid British Columbias sydöstra kust. Sundets mitt utgör den regionala gränsen mellan Kanada och USA.

## Geografi
Juan de Fucasundet löper mellan den södra kusten av kanadensiska Vancouverön och den norra kusten av amerikanska Olympichalvön i delstaten Washington. Sundet förbinder både Admiralty Inlet, Harosundet, Rosariosundet, Pugetsundet samt Georgiasundet med Stilla havet.
Sundet är cirka 165 km långt och mellan 18 och 30 km brett, djupet varierar mellan cirka 275 m mot havet i väst till cirka 90 m i öst, kring kusten finns flera mindre fjordar, vikar och småöar.
Större orter vid sundet är Victoria i Kanada och Port Angeles i USA. Delar av sundet utgör ett parkområde.

## Historia
Juan de Fucasundet namngavs efter den grekiske sjöfararen Ioánnis Phokás (på spanska Juan de Fuca) som enligt legenden 1592 upptäckte Anians sund. Möjligen namngavs sundet 1787 av engelske kapten Charles William Barkley på fartyget "Imperial Eagle"  eller 1788 av engelske kapten John Meares på fartyget "Felice".
Åren 1789 till 1791 utforskades sundet av flera spanska expeditioner.
1846 fastslogs gränsen mellan Kanada och USA genom Juan de Fucasundet med Oregonfördraget, oklarheter kring ögruppen San Juan Islands ledde 1859 till en konflikt kallad Griskriget.
1934 antogs det nuvarande namnet av "Geographic Board of Canada" och 1979 av "United States Board on Geographic Names".